# Dragica Palaversa Mijač
Dragica Palaversa Mijač (* 8. Oktober 1953 in Stanišić, FVR Jugoslawien; † 30. Juli 2014 in Split, Kroatien) war eine kroatische Handballspielerin, die dem Kader der jugoslawischen Nationalmannschaft angehörte.

## Karriere
Palaversa Mijač spielte beim jugoslawischen Verein RK Nada, der sich später in RK Dalmanada und schließlich in ORK Dalma umbenannte. Mit ORK Dalma gewann sie 1984 den Europapokal der Pokalsieger. Bis zum Jahr 1986 erzielte sie insgesamt 2037 Treffer für ihren Verein.
Palaversa Mijač bestritt 145 Länderspiele für die jugoslawische Nationalmannschaft, in denen sie 650 Treffer erzielte. Mit der jugoslawischen Auswahl nahm sie an der Weltmeisterschaft 1971 in den Niederlanden (2. Platz), an der Weltmeisterschaft 1973 in Jugoslawien (1. Platz), an der Weltmeisterschaft 1975 in der Sowjetunion (5. Platz), an der Weltmeisterschaft 1978 in der Tschechoslowakei (5. Platz) und an den Mittelmeerspielen 1979 in Jugoslawien (1. Platz) teil.
Palaversa Mijač war über viele Jahre bei ORK Dalma als Handballtrainerin tätig, deren Damenmannschaft in der Saison 2003/04 unter ihrer Leitung kroatischer Vizemeister wurde.